# Polca

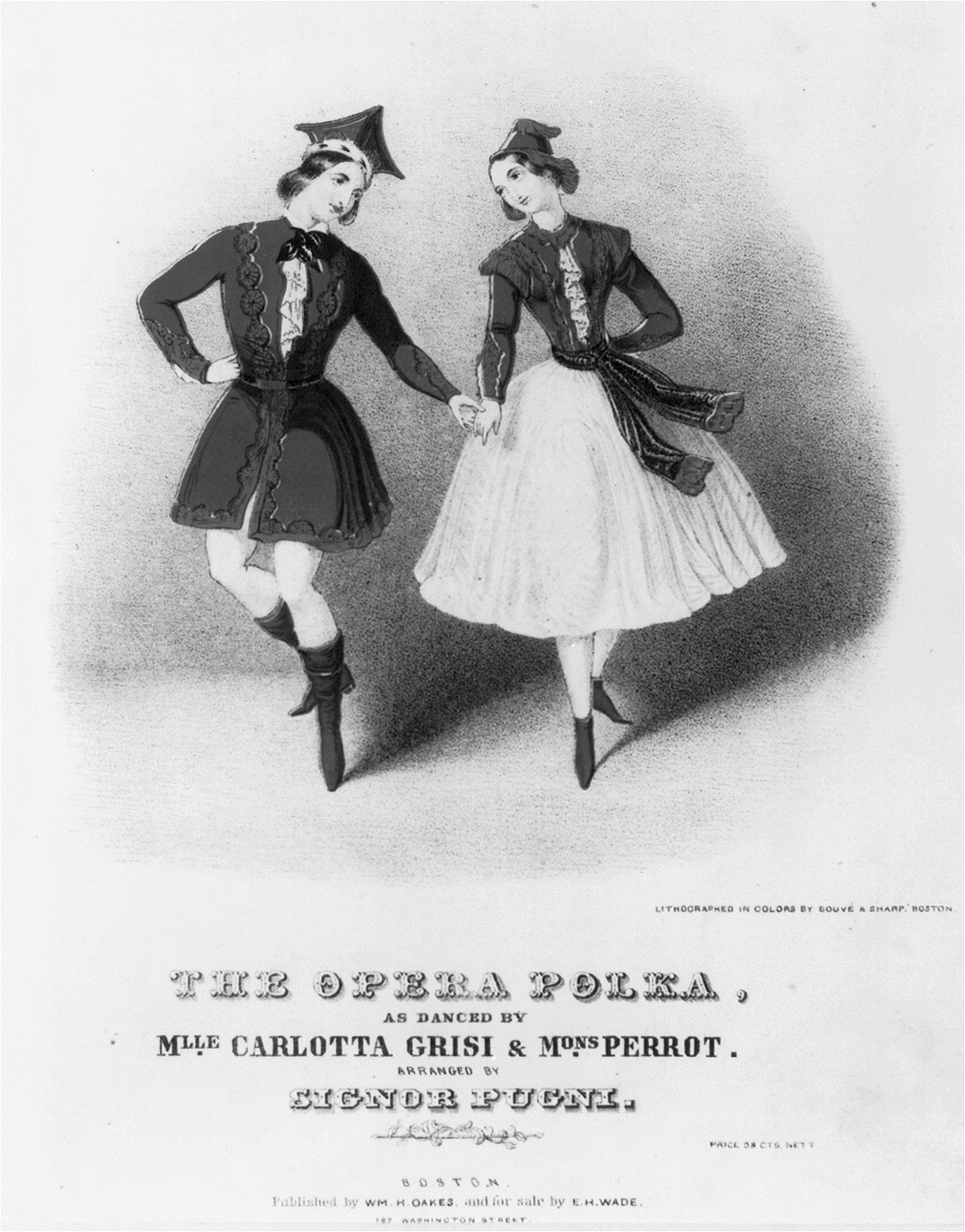
Anunci d'un espectacle de polca al segle XIX

La polca és una dansa tradicional popular apareguda a Bohèmia cap al 1830.
De compàs 2/4 i temps ràpid, es balla amb passos laterals del tipus "pas, tanca, pas, salt", i evolucions ràpides, motiu pel qual es feu molt popular a Europa i a Amèrica.
Els compositors bohemis, Bedřich Smetana (1824-1884) i Antonín Dvořák (1841-1904), en van compondre, introduint aquesta dansa popular en la música culta. Smetana va incloure alguna polca en la seva òpera La núvia venuda (1866). També la família de músics Strauss (austríacs), en va compondre moltes.
Algunes són:
- Polca Pizzicato dels germans Johann i Josef Strauss.
- Trisch-Trasch, Sota trons i llampecs i Klipp-Klapp de Johann Strauss (fill).
- Las parlanchinas i Sense preocupacions de Josef Strauss.
- Via lliure i Elèctrica d'Eduard Strauss.
- Marianka de Johann Strauss (pare).

A Catalunya sorgeix la creació de noves polques. Com per exemple la polca d'en Peret Blanc de Beget.